# ليليان رينو
ليليان رينو (بالفرنسية: Lilian Renaud)‏ هو مغني وموسيقي فرنسي، ولد في 11 أكتوبر 1991 في Mamirolle ‏ في فرنسا.

## وصلات خارجية
- الموقع الرسمي
- ليليان رينو على موقع ميوزك برينز (الإنجليزية)
- ليليان رينو على موقع ديسكوغز (الإنجليزية)